# Емануел Гајбел
Емануел фон Гајбел (Либек, 17. октобар 1815 — Либек, 6. април 1884) је био немачки књижевник.
Посредством Максимилијана II, неко време је био вођа севернонемачког песничког круга. Био је одушевљени присталица Бизмарка. Био је класистички епигон, a важан је као преводилац романске и античке поезије.

## Дела
- „Песме“
- „Брунхилда“
- „Гласникови гласи“